# Countryballs
Countryballs (рус. Кантриболз / Кантриболы:156 / Страношары / Страны-шары, сокр. — КБ) — геополитический сатирический интернет-мем, жанр и художественный стиль, преимущественно используемый в веб-комиксах, в которых различные страны представлены в виде шаров с глазами без зрачков, как правило, отмеченных государственными флагами и разыгрывающих различные сюжеты, которые чаще всего отражают отношения между государствами или народами. В большинстве случаев такие сюжеты представлены в виде комиксов или мультфильмов, в которых персонажи передвигаются прыжками или ходьбой.
Первоначальную известность жанр получил под названием Polandball (рус. Поландболл / Польшаболл / Польшар / Польшашар). Термин «Polandball» используется для описания контента жанра и не ограничивается только Польшей, несмотря на название. Поэтому названия Countryballs и Polandball в целом считаются равнозначными.
Первоначальные комиксы (в частности, их титульный персонаж Polandball) не были посвящены политике или геополитическим событиям. В августе 2009 года на сайте Drawball.com произошла кибервойна, где польским пользователям сети удалось захватить всё полотно, изобразив польский флаг. Круглый холст предопределил изображение флага таким образом, что он буквально превратился в «польский мяч». До того, как стать политической сатирой, зарождающиеся комиксы Countryballs использовались ещё и как средство троллинга в форме графического умаления и унижения польского пользователя Wojak. В сентябре 2009 года Falco на одном из немецких имиджбордов высмеивал пользователя Wojak за его «ломаный» английский и рисовал комиксы с изображением персонажа Polandball, чтобы высмеять польские стереотипы. Спустя время создание комиксов и мультфильмов в стиле Countryballs стало популярным среди других пользователей, особенно среди жителей стран СНГ.
Шары принято обозначать как кантриболы (от англ. country — страна и ball — шар, мяч). Суть каноничного вида рисования заключается в строгом соблюдении норм рисования и изображения стран (например, из обязательных правил — Великобритания всегда должна быть с атрибутами в виде шляпы-цилиндра и монокля). В речи каждой страны также должны быть отмечены особенности её собственного языка.
Мемы Countryballs зачастую появляются в простом, удобном для рисования формате мультипанельных комиксов. Повествование обычно вращается вокруг переосмысления и переизобретения геополитических событий и международных отношений в сатирической манере, избавленной от ограничений политкорректности. Отличительной чертой феномена Countryballs являются его коммуникативные практики — персонажи часто взаимодействуют друг с другом, в основном на «ломаном» английском языке, и основаны на национальных и международных мнениях и стереотипах о них.
Учитывая простоту создания и использования, мем оказался игровым и объяснительным инструментом для глобальных событий, а также комичным способом разоблачения деликатных тем в общих чертах. Жанр стал глобальным интернет-феноменом, и этому типу интернет-мемов посвящено множество популярных веб-сайтов или их разделов. Мем привлёк внимание учёных, многих СМИ, разработчиков игр, политиков, министерств и других публичных личностей.

## Создание

### 1999: «Европа против Италии»
Мем Polandball, как отмечает британский журнал The Shortlisted, был вдохновлён работой итальянского аниматора Бруно Боццетто. В его мультфильме «Европа против Италии» (англ. Europa vs. Italy), выпущенном в 1999 году, в виде кругов изображены Европейский союз и Италия. The Shortlisted пишет, что данный клип подчёркивает культурные и социальные различия между итальянцами и европейцами «в такой умной и забавной форме, что в сегодняшней идиотской культуре это, без сомнения, было бы классифицировано как „стереотипное и оскорбительное“».

### Август 2009: Кибервойна на Drawball.com
Появление мема Polandball связано с имевшей место в августе 2009 года кибервойной между польскими пользователями интернета и остальным миром на сайте Drawball.com. Данный сервис предлагал своим посетителям виртуальный холст в форме шара, который носил название «drawball» и на котором можно было изображать всё, что угодно, причём рисовать можно было поверх рисунков, созданных другими. В польской интернет-среде на таких сайтах, как Wykop.pl и PokazyWarka, возникла идея нарисовать на шаре флаг Польши, что и было осуществлено силами тысяч поляков. Они смогли захватить весь холст, разделив его на белую и красную половины и написав слово «POLSKA» посередине. Встревоженные внезапным потоком красного и белого пользователи с имиджборда 4chan вмешались, предприняв ответные шаги. Они попытались саботировать поглощение, перевернув цветовые схемы, чтобы они напоминали покемонов. Поверх польского рисунка вскоре была изображена гигантская свастика.
Итогом всей кибервойны явилась хакерская атака: 18 августа польские хакеры попытались заблокировать работу форума 4chan, согласовав рисование флага со свастикой. Хакеры со всего мира, в свою очередь, атаковали польские сервисы Nasza Klasa и Wykop.pl. Атакованные сайты выжили, однако в тот день они работали крайне медленно.

### Сентябрь 2009: Конфликт Falco и Wojak
Есть и другая версия возникновения данного интернет-мема. Раздел /int/ немецкого имиджборда Krautchan.net пользовался популярностью у большого количества англоговорящих интернет-пользователей из различных стран. Именно в этой среде возник мем Polandball. Его авторство приписывается Falco — британскому пользователю /int/, который создал мем в сентябре 2009 года с помощью программы Microsoft Paint, нарисовав Польшу с её перевёрнутым флагом.
Изначально мем был аполитичен и использовался Falco в целях троллинга поляка Wojak — ещё одного пользователя /int/, пишущего на ломаном английском — «поглише» (Poglish), то есть языке, характеризующемся заимствованием и смешением языковых особенностей, обычно ассоциирующихся с польским и английским языками. Одна из запоминающихся цитат пользователя Wojak «Я знаю это чувство» (англ. I Know That Feel Bro) также стала мемом в мае 2010 года.

### Распространение
Как было выше упомянуто, мем имел обычное происхождение и даже не был предназначен для политической тематики. Однако его привлечение к политическим темам привело к насыщению соответствующим содержанием. Идея высмеивания международных стереотипов оказалась настолько заразительной, что после создания феномен был подхвачен остальными пользователями имиджборда, которые с энтузиазмом начали рисовать комиксы про Polandball, опираясь на первые комиксы Falco. Насмешки Falco остались, а национальные стереотипы легли в основу бесконечного количества неполиткорректных шуток. «Классические» шутки сохранились и использовались повторно, например, использовалась шутка «Польша не может в космос» (англ. Polandball cannot into space), которая якобы впервые была предложена Falco. К созданию графики также привлекались пользователи из России.
С распространением комиксов Polandball на холсте /int/ последовательно добавлялись новые страны в виде шаров в цветах национальных флагов, которые получили характерные для каждой страны глаза, рты и другие атрибуты. В результате этого 15 октября 2009 года был создан жанр Countryballs, выступивший спин-оффом мема Polandball.
11 ноября 2009 года было создано сообщество жанра Countryballs. По состоянию на июль 2015 года оно насчитывало свыше 215 000 подписчиков.
Веб-сайты, такие как 4chan и Facebook, специализированные сообщества, такие как d2jsp, форумы The Mercury Rooms и MilitaryPhotos, начали размещать некоторые из веб-комиксов. Комиксы также появились на польском сайте имиджборда vichan /int/board, российском имиджборде Uachan и британском Britfa.gs. Комиксы стали достаточно известными, чтобы в конечном итоге получить собственный активный сабреддит r/polandball, созданный в 2011 году и на сегодняшний день, вероятно, являющийся крупнейшей площадкой жанра.

## Характеристика. Персонажи и тематика комиксов
В жанре Countryballs представляются страны и их истории, международные отношения и стереотипы, отображающие манию величия и национальные комплексы. Так, жанр материализует национальные и культурные стереотипы, обрамляя их в текущих, а также исторических дипломатических отношениях и событиях, выходящих за рамки местного значения, и, таким образом, комиксы заново изобретают и переосмысливают различные реальности в игровой и сатирической манере.
При создании мемов может использоваться как правдивая, так и лживая информация. Мемы Countryballs могут предполагать следующие цели:
- передача определённой информации в обход официального контроля;
- усиление социального недовольства среди представителей государства, на которых направлен конкретный мем;
- консолидация определённых групп населения страны, к которой относится определённый мем;
- пропаганда превосходства своего государства над другими;
- распространение гетеростереотипов и формирование «выгодных» автостереотипов;
- дискредитация одного государства перед другими.

Существует множество комиксов в стиле Polandball о других странах — их могут называть Countryballs, но часто также обозначают как Polandball. В последующие годы после создания жанр уступил место бесчисленному количеству других, более локальных ответвлений, включая Чехию, Бразилию, Германию и прочие страны.

В виде шаров изображаются не только ведущие державы мира, но и их крупные регионы, для населения которых характерны сепаратистские настроения. Среди них можно выделить Техас, Сибирь, Шотландию, Каталонию и прочие. Шары соответствуют различным штатам США, республикам СССР, регионам Китая и России, префектурам Японии и провинциям многих стран. Помимо частей стран, в комиксах могут использоваться и международные организации, такие как Европейский союз, НАТО и Организация Объединённых Наций, а также ранее существовавшие страны и империи, такие как Римская империя.
Комиксы о кантриболах часто повторяют или вспоминают дни славы и исторические подвиги отдельных стран через призму сегодняшнего дня. Например, в одном из комиксов представлены моменты знаменитого прошлого России, когда она успешно сопротивлялась кампании Наполеона в России и вторжению стран «оси» в Советский Союз, которые подчёркивают недооценку захватчиками и их неспособность адаптироваться к холодным условиям русской зимы. Сообщение, а именно, что «никто не может пережить русскую зиму», оспаривается беззаботным присутствием Канады и Квебека.
В некоторых комиксах отображается напряжённая политическая атмосфера во всём Европейском союзе после миграционного кризиса и других связанных с ним проблем. Этот вопрос был ощутим во всех крупных избирательных кампаниях 2017 года и последующих переговорах по всей Европе (например, президентские выборы во Франции, президентские выборы в Германии, парламентские выборы в Чехии или парламентские выборы в Австрии). Подавляющее большинство комиксов о кантриболах, изображающих эту проблему, в основном совпадают с позицией, занятой странами Вишеградской группы в соответствии с тем, что можно было бы назвать «антимигрантским лагерем». Некоторых авторов комиксов, например, могут беспокоить масштабы распространения аниме в России или то, что между Россией и Японией до сих пор не подписан мирный договор, или они могут недоумевать по поводу названия праздника 12 июня — Дня России.

## Комиксы и их коммуникативная функция
Комиксы Countryballs — это нарисованные от руки сатирические материалы, изображающие олицетворённые страны в уникальном стиле. Такие комиксы в первую очередь можно назвать политизированными комиксами, то есть комиксами, использующимися для политической сатиры. Их тематика, как правило, крутится вокруг политических проблем, важных для пользователей Интернета и вызывающих у них интерес или беспокойство.
Типологически жанр Countryballs представляет собой веб-комикс — авторский продукт, созданный и самостоятельно опубликованный на различных сайтах для привлечения внимания интернет-сообщества. Хотя большинство мемов Polandball сделаны на английском языке, что облегчает их распространение по всему Интернету, нельзя отрицать, что некоторые из этих мемов созданы самими поляками как проявление самоуничижительного юмора, также проявляющегося в мемах, не связанных с историей.
Мемы Countryballs развили отличительное языковое разнообразие, которое прямо противоречит дипломатическому языку и политической корректности. Они принимают форму простых комиксов, основанных в основном на принципах пренебрежительного юмора и включающих элементы диффамации, унижения и клеветы, применимые в отношении различных субъектов.
Есть некоторые комиксы, на которые не обязательно влияет политкорректность. Множество комиксов Polandball создано на табуированные темы: войны или геноцид. Кроме того, есть те, что явно имеют предполагаемый или реальный расистский подтекст. Однако большинство комиксов представляют собой невинные шутки о различиях между нациями. Комиксы Countryballs следует воспринимать легко, с оттенком юмора и невсерьёз, несмотря на их внешне пренебрежительные элементы. Не рекомендуется совершать критику комиксов на основе их «глупого», «бессмысленного» или «оскорбительного» изображения стран в пользу поощрения коллективного удовольствия и общности. Использование комиксов для систематической и серьёзной (без иронии) пропаганды определённых политических пристрастий или точек зрения, вероятно, также будет подвергнуто критике.
Комиксы чаще всего изготавливаются в виде стрипов (от англ. strip — полоска, лента), то есть в виде полосок из 2—4 кадров, которые могут располагаться вертикально, горизонтально или быть в форме квадрата. Отличительными чертами таких комиксов являются короткий формат и законченность темы. Тематика стрип-комиксов в жанре Countryballs всегда строилась вокруг наиболее проблемных событий внутренней и внешней политики, исторических событий, межэтнических отношений, этнических стереотипов.
Хотя некоторые части комиксов чаще всего легко нарисовать, некоторые флаги стран сложны и требуют времени, усилий и навыков для правильного изображения. Поскольку каждый персонаж должен быть нарисован вручную, рисовать флаги становится утомительной задачей, особенно если нарисованный флаг является сложным. Примерами сложных флагов являются флаги Туркменистана и исторического Королевства обеих Сицилий. Однако даже довольно простые флаги, такие как британский Юнион Джек, могут потребовать значительных усилий. Несмотря на то, что флаги рисовать сложно, нарисовать контур персонажей Polandball относительно легко.
Основным предназначением Countryballs вначале было сатирическое изображение отношений между разными государствами, поскольку сатира и сарказм присущи интернет-культуре. Сатирический эффект достигался за счёт карикатурного изображения персонажей и создания комических ситуаций, в которых может оказаться не только Польша или любое другое государство, не имеющее политического веса, но и великие державы. Именно ирония и сарказм в этих комиксах привлекают интернет-пользователей и повышают отдачу от коммуникации.
Жанр Countryballls представляет собой один из редких случаев, когда мемы не выходят из моды после достижения вирусного пика и исчерпания своего коммуникативного или юмористического потенциала. Вместо этого сообщества жанра разработали и культивировали коммуникативные модели и сценарии, основанные на шутовстве и причудливости, представленные повторяющимися разноязычными тропами, шутками, каламбурами, крылатыми фразами и другими приёмами.
Коммуникативная функция комиксов осуществляется как при взаимодействии в фанатских группах, созданных в социальных сетях и блогах, так и посредством живой связи между авторами комиксов и других участников сетевого сообщества. Количество просмотров, лайков и дизлайков позволяет увидеть актуальность обсуждаемой темы, намерения и накал настроений пользователей. Информационная функция комикса заключается в более полном и объективном освещении содержания политической информации официальных СМИ, то есть внешнеполитических вопросов, которыми официальные СМИ занимаются в одностороннем порядке. Особенно это касается проблем российско-украинских и российско-американских отношений.

## Каноны
Большинство современных и исторических стран жанра представлены в виде шаров. Однако в Countryballs есть выработанные каноны, которым всем художникам стоит придерживаться. Ряд стран изображаются в комиксах особенным образом. Например, Польша всегда изображается с перевёрнутым флагом, США носят солнцезащитные очки, Сингапур имеет вид треугольника и называется он Трингапур (от англ. triangle — «треугольник»). Израиль и Еврейская автономная область имеют форму гиперкуба. Казахстан изображается в виде ковра или кирпича. У Сербии на правом глазу повязка с изображением на ней герба. Великобритания всегда носит шляпу-цилиндр и монокль. Непал и Огайо изображаются обычным флагом.

## Авторство
Одним из очевидных преимуществ формата Countryballs является его простота. Скорее всего, именно простота этого жанра помогла добиться ему своей нынешней широкой поддержки.
В целом темы ограничены только творчеством создателя, к тому же у комиксов нет строго определённых авторов — их может создать практически любой человек о любой стране в любой период времени. Однако анонимность авторов комиксов не всегда обеспечивает объективный взгляд на интересующие всех события и тем более политическую корректность. Интернет-пользователи обычно комментируют историю и исторический дискурс с использованием насмешек и чёрного юмора. К тому же жанр требует, чтобы зритель обладал некоторыми историческими знаниями — без этого шутку может быть трудно понять. Создание произведений в стиле Countryballs позволяет интернет-пользователям выражать свои личные взгляды на историю и международную политику. Авторы, например, могут самостоятельно создавать истории, совместно создавать комиксы, короткометражные анимационные фильмы, игры, 3D- и VR-объекты.
Как упоминается выше, чтобы создать комикс, не требуется высокого уровня мастерства — почти любой может внести свой вклад в этот мем, даже используя самый простой из бесплатных графических редакторов. Оформленный рисунок или видеоролик из разноцветных кантриболов возможно сделать при минимальном навыке работы в подходящих компьютерных программах, а видеосюжеты жанра часто сопровождаются самодельным (непрофессиональным) озвучиванием, используется музыка, которая находится в свободном доступе. Рекомендуемая программа для рисования — Microsoft Paint. Возможно использовать и другие программы, но результат, как гласит официальное руководство по рисованию кантриболов, «должен быть таким, будто он нарисован в Paint». Инструменты редактирования и создания новых мемов часто имеют функциональные недостатки, поэтому комиксы обычно создаются не онлайн, а в автономном режиме с помощью Paint или более профессиональных программ редактирования изображений.
Некоторые пользователи также используют уже существующий контент жанра Countryballs, который они находят в Интернете и встраивают в другие контексты. Как отмечает немецкий исследователь Филип Нойманн, пользователи при этом прибегают не только к персонажам, созданным для дальнейшего использования в отдельных интернет-мемах, но и к персонажам, которых создатели просто опубликовали в свободном доступе в Интернете.
При помощи контента Countryballs авторы передают различную информацию в обход официальных каналов, что особенно актуально для авторитарных государств, где оппозиционеры лишены возможности свободно выражать своё мнение. Путём созданных гражданами различных государств комиксов и мультипликации достигается консолидация общественного мнения против политики конкретного государства, распространяются устаревшие этнополитические стереотипы или создаются новые.

## Лингвистический анализ
С момента своего появления комиксы Countryballs разработали ряд узнаваемых коммуникативных сценариев и паттернов. Комиксы Countryballs создали базу лингвистических, семиотических и дискурсивных ресурсов для альтернативного изображения геополитических реалий в шутливом, игровом формате, оторванном от ограничений политкорректности, с одной стороны; и, с другой стороны, они также предоставляют их авторам ресурсы для создания смысла, работы над идентификацией и управления межличностными отношениями. Более того, некоторый контент поддаётся постоянному обсуждению и пересмотру с точки зрения формы, функции, значения и его взаимосвязи.

### Общие лингвистические особенности
Гетероглоссия служит незаменимым аспектом сатиры Countryballs, выдвигая на первый план искусственность в смысле выделения или преувеличения символических коммуникативных особенностей, связанных с определёнными языками или акцентами. Кроме того, это выходит за рамки чисто лингвистического исполнения и переходит к семиотическим и дискурсивным уровням, на которых персонажи стереотипно изображаются и интерпретируются.
Многие из членов огромной базы онлайн-сообщества переняли лингвистические особенности, применяемые в комиксах Countryballs по отношению к ним, что привело к появлению совершенно новой разновидности, неотделимой от комиксов жанра. Отличительной чертой Countryballs в лингвистическом плане, по-видимому, является проявление грамматической нечувствительности, связанной с успеваемостью изучающих английский язык и сетевым жаргоном. Кантриболы, не говорящие по-английски, часто используют специально искажённые формы английского языка, возникающие из-за негативной интерференции. Персонажи часто намеренно преувеличивают это вмешательство, чтобы сделать стереотипы более достоверными.
Язык внутри сообщества Polandball демонстрирует ряд повторяющихся свойств в соответствии с его пренебрежительной идеологией, основанной на стереотипах. С лингвистической точки зрения эти свойства включают в себя пренебрежительные солецизмы, вызванные явными лингвистическими стереотипами, которые в основном вызваны некоторыми хорошо известными проблемами для изучающих английский язык и различным языковым происхождением каждого кантрибола.

### Ломаный английский
За исключением англоязычных стран, диалоги Countryballs, как правило, написаны на «ломаном» английском языке (если не на другом языке), который основан на ломаной грамматике и включает в себя элементы родного языка каждой страны, и интернет-сленге, что напоминает мем Lolcat. Polandball и подобные сообщества Facebook обычно состоят из международной аудитории, использующей английский язык в качестве лингва франка, а английский язык обычно смешивается с языком соответствующего кантрибола.
Использование «плохо написанного» или «ломаного» английского имеет в жанре стратегическое значение, потому что оно включает в себя сознательное развёртывание различных языковых репертуаров и их смешение в зависимости от того или иного кантрибола и доступа автора к вселенной Countryballs.

## Особенности орфографии

### Устоявшиеся выражения и термины
Countryballs включает в себя устоявшиеся выражения из разных языков, например, польское приветствие dzień dobry («добрый день»). Жанру также присущи такие хештеги, как #polandball (его тон был отмечен нейтральным), #countryball, #STRONK и так далее. Наиболее популярным жаргонным словом в жанре является польский вульгаризм kurwa («курва») — вульгарный термин для обозначения проститутки.
Одни из популярных терминов, использующихся в этом жанре, — anschluss и kebab. Первый относится к аннексии Австрии нацистской Германией незадолго до начала Второй мировой войны, однако во вселенной Countryballs этот термин используется в качестве сатирического выражения империалистических или экспансивных тенденций определённых кантриболов. Другой термин является частью мема «Remove Kebab», который возник из мемных пародий на сербский пропагандистский музыкальный клип начала 1990-х годов, загруженный на YouTube в 2006 году.
С сообществом в Facebook тесно связан термин banschluss, который представляет собой сочетание бана (то есть механизма приостановки работы в Facebook) и немецкого слова anschluss. Он был придуман для того, чтобы провести негативные параллели между силовым контролем и современной цензурой социальной сети.

### «Нетрадиционная» орфография
«Нетрадиционная» английская орфография является одной из доминирующих характеристик сетевого жаргона в Countryballs. Здесь она обычно включает в себя перестановку букв (например, you становится yuo, а your становится yuor), сокращения (например, Индонезия (Indonesia) становится «Индон» (Indon), please становится pls, by the way становится BTW, laughing out loud становится вариантом lol), изменение пунктуации (например «…», «!!!», «?!?!»).
Некоторые слова с ошибками довольно удачны и содержат намёки, связанные с игрой слов. Германия (англ. Germany), например, становится «Герма́ни» (англ. Germoney), что подчёркивает её денежные стереотипы и влияние в Европейском союзе. Данный термин приобрёл узнаваемость, которая потенциально может означать ряд идеологически связанных стереотипных коннотаций.
Постоянное повторение Шотландией gib вместо give свидетельствует о её детском поведении, а использование Филиппинами американских сленговых слов ‘merica, da, yo говорит об их тёплых отношениях с США. Сленговые термины по отношению к США ('merica, ’murica или ’murika) также обозначают крайний патриотизм и регулярно появляются в других комиксах и мемах, особенно когда подчёркиваются американские стереотипы. Например, в некоторых комиксах США приписываются высокомерие и хвастовство, но и другие стереотипы, такие как ожирение и принуждение к демократии. Комиксы также можно легко распознать по различным морфологическим и синтаксическим отклонениям от стандартного английского языка, например, по неправильному использованию предлогов.
В комиксах неоднократно используют прилог в качестве синтаксического маркера, который не выполняет никакой лексической или грамматической функции и служит просто для создания понятия ломаного английского языка, например, Indon’s of right («Право Индона»), Romania is of roman, why not of Roman Catholic? («Румыния римского происхождения, но почему не римско-католического?»), You of should not into grorify past («Не стоит воспевать прошлое»).
Ещё один часто неправильно используемый прилог появляется в родовой фразе X can/cannot into Y («X может/не может в Y»), которая, скорее всего, была заимствована из LOLspeak. Пример: Indon can into YAOI («Индон может в ЯОЙ»).
Несмотря на то, что Countryballs позволяет использовать прилог into в конструкциях, отличных от исходного шаблона, с ним почти всегда отсутствует фразовый глагол. Например, im offended by this pls into removal («меня это оскорбляет, пж, удали») и Yuo of should not into grorify past, как было упомянуто выше.
Помимо неправильно употреблённых прилогов, в некоторых вариантах есть несколько других лингвистических ошибок, таких как неправильные квантификаторы (например, many wrong), неуместные отрицательные префиксы (un-Asian, unshamefur dispray) и набор грамматических пропусков, включая суффиксы множественного числа (OK, valued employee[s]!, Philippine[s]), артикли (Ve need [a] solution, have yuo not learn from [the] pain of being [a] colony?), подлежащие (for [it] is very undignified", "indon [is] secretly of homosex, [it] is of haram) и глаголы-связки (например, ’merica [is] da best!, indon [is] secretly of homosex).
К английской орфографии часто добавляется венгерский диграф sz (например girlsz вместо girls).

#### Denglish
Denglish символизирует лингвистическую интерференцию между английским и немецким языками. Фонетически одним из наиболее заметных маркеров немецкого акцента является звонкий лабиовелярный аппроксимант /w/, заменяемый на звонкий губно-зубной спирант /v/, поскольку фонема /w/ не встречается в немецком языке — отсюда и местоимение we с ошибкой в Ve need.
Другим примером замены может служить предложение Kan you handle it? («Вы справитесь с этим?»), где буква c в модальном глаголе can заменена буквой k. Замена, скорее всего, мотивирована немецким модальным эквивалентом können (kannst в сопряжённой форме). Точно так же английский глагол-связка заменён немецким ist в глагольной фразе ist not working.

#### Engrish/Japglish
Engrish (или Japglish) содержит заметную фонологическую интерференцию между английским и японским языками. Носители японского языка часто прибегают к эпентезе, чтобы сделать английские группы согласных более совместимыми с японской фонотактикой. В результате часто вставляется гласная буква: после [d] и [t] следует [o], а [ɯ] следует в другом месте. Так, например, fight становится faito, festival становится fesɯtibarɯ, а life превращается в laifu.
Ещё более заметна лалляция, вызванная тем, что в японском языке звуки «л» и «р» являются одной фонемой (то есть носители языка считают их не разными звуками, а немного разными способами произнесения одного и того же звука). Это означает, что носители японского языка часто неправильно произносят на английском слова, например, arready (правильно already), grorify (glorify) или shamefur dispray (shameful display).
Индонезия (Indonesiaball) использует японское почтительное обращение к Японии (Japanball) «Senpai», что сигнализирует о лексической интерференции.

## Популярность
Популярность стиля объясняется способностью рисунков рассказывать короткие истории народов в легко понятной манере, часто с большим количеством шуток и комических оттенков. Сторителлинг обеспечивает этому интернет-мему «динамику, юмор, лёгкую запоминаемость, скрывая в себе политический месседж, а также привлекает внимание пользователей и провоцирует на репост через эффект эмоционального заражения». Благодаря своей необычной форме проект быстро завоевал популярность, и теперь в нём принимают участие пользователи со всего мира. Комиксы про Polandball набрали популярности после авиакатастрофы самолёта польского президента в апреле 2010 года.

### Сообщества
С помощью практик социальных сетей, таких как публикация и комментирование мемов Countryballs, участники представляют свой индивидуальный местный контекст в карикатурах, в глобальных дискурсивных практиках и моделях культуры Countryballs. Страницы в жанре Countryballs предоставляют собой платформы или места, где участники ориентируются не только на свою местную принадлежность, но также на группы и культуры, которые далеки друг от друга, но с которыми у них общие интересы, дела или проекты. Каждое сообщество может иметь уникальный набор правил, определяющих, что является действительным контентом Polandball, устанавливая либо строго определённые и чёткие правила, либо правила, налагаемые более мягко. Сообщества-имиджборды жанра могут относиться к своей стране с иронией, но в целом патриотично, однако они более критически настроены по отношению к другим странам. В сообществах (например, в Instagram это unofficialhkball, real_germanyball, czechianball, uruguayballofficial, united_kingdom_ball_ и тому подобные) приёмом сторителлинга обыгрываются все политические события, конфликты, исторические обиды, спорные территории и прочее.
Countryballs имеет специальные сообщества на Reddit, Facebook, ВКонтакте, Telegram, Twitter, Google+ (ранее) и прочих социальных сетях. Выделяют отдельные энциклопедии-фэндомы (Polandball на Encyclopedia Dramatica, Polandball Wiki, Polandball на Know Your Meme). Веб-сайт Polandball Wiki фактически был создан для подробного описания феномена Countryballs и отслеживания его тенденций и развития.
На Reddit есть крупный сабреддит под названием r/polandball, а почти для каждой популярной страны тоже есть собственный сабреддит: r/USAball, r/finlandball и r/UKball и так далее. Многие сайты обмена изображениями (например, Instagram, Imgur, 9GAG, а также Tumblr) содержат множество комиксов и мемов с хештегами, в Twitter действует аккаунт @Country_Balls. В Китае страница Polandball на Baidu Tieba представляет собой альтернативу заблокированным в стране западным платформам.

### Facebook
Страница Polandball на Facebook служит крупным международным центром для любителей жанра со всего мира и продолжает поддерживать игровой дух в освещении геополитических вопросов, не обязательно ограничивающихся одной лишь Польшей.
Примерно между 2010 и 2014 годами на Facebook появилось несколько страниц для отдельных кантриболов (стран, политических групп, религий), начиная от «национальных» (Brazilball, Germanyball, Czechball) и заканчивая «региональными» (Saxoniaball или Berlinball), «историческими» (Yugoslaviaball или Prussiaball) и другими (CommunistBall и Spaceball) страницами кантриболов. На Facebook есть ещё и страницы малоизвестных кантриболов, посвящённые древним империям (SPQRball), религиям (Christianityball), а также присутствуют мета-страницы (The Polandball Report). Страницы Facebook, такие как Czechball, можно рассматривать как «лёгкое сообщество», то есть сфокусированные, но разноплановые объединения людей, которые сближаются чем-то общим. Страница Video Game Ball (VGB) приняла формат Countryballs для сатирического переосмысления проблем, связанных с игровой индустрией и более широким сообществом игроков. Среди администраторов сообществ некоторые даже получили своего рода «статус знаменитостей», в результате чего их страницы стали популярнее ими же созданных страниц кантриболов.
Поскольку страница Polandball по-прежнему считается «нормативным» органом Countryballs на Facebook (поклонники часто называют её «дядей По́ланом» на страницах, связанных с жанром), Polandball Wiki отмечает, что её «стиль невмешательства вызвал как большую популярность мема, так и опасения по поводу его общего направления». С внутренней точки зрения, формально децентрализованная, но взаимосвязанная сеть страниц Countryballs на Facebook стала свидетелем органичного нормативного развития в направлении различных, иногда противоположных направлений внутри сообщества (например, страница Turkeyball и её подписчики обычно отвергаются другими страницами Countryballs на Facebook за использование комиксов для пропаганды агрессивного национализма). С внешней точки зрения, «смехотворная легкомысленность» страниц мема не всегда признаётся Facebook, обычно на том основании, что страницы нарушают свою политику разжигания ненависти и используют сомнительные символы, такие как свастика.

##### Баны на Facebook
Сообществу Polandball в Facebook часто приходилось сталкиваться с банами из-за неполиткорректного юмора, часто нацеленного на ислам, кебаб или изображения свастики, поскольку это часть флага нацистской Германии и, следовательно, кантрибола нацистской Германии. Мета-страницы, такие как Polandball Report, спустя время приобрели популярность, и дата 27 июля 2014 года была объявлена большим праздником для сообщества, когда из Facebook была удалена страница сообщества «Хватит поощрять антисемитизм» (англ. Stop Enabling Anti-semitism).
Комиксы Countryballs могут показаться некоторым людям оскорбительными из-за их сатирического и часто пренебрежительного юмора, поэтому некоторый контент может быть признан нарушающим нормы сообщества Facebook, что может привести к временной приостановке работы страницы и удалению помеченного контента. Частые приостановки могут привести к окончательному удалению страницы, как это произошло с Polandball в начале 2017 года. Впоследствии усилиями более 50 страниц Countryballs была создана страница с названием Polandball 2.0. Вскоре спустя две недели по запросу издания Breitbart News исходная страница была восстановлена, а Polandball 2.0 стала резервной страницей.

#### Статистика
По состоянию на май 2015 года интернет-мем собрал почти 400 000 лайков на Facebook. По состоянию на 2017 год страница Polandball на Facebook набрала уже свыше 400 000 лайков, и другие страницы Facebook, такие как USAball, EUball и Germanyball, также получили значительную долю подписчиков. В мае 2019 года страница насчитывала более 446 000 лайков.

### Reddit
r/polandball, главный агрегатор контента Countryballs на Reddit, чётко определяет параметры комиксов, которые могут быть опубликованы в нём, предварительно получив одобрение от его же модераторов. Причина определения параметров комиксов указана в описании правой боковой панели со списком правил:

Polandball уникален и должен оставаться таким. Он имеет явное отличие от гневных комиксов и мемов. Прочтите официальное руководство Polandball. Чтобы качество контента оставалось высоким, все комиксы должны ему соответствовать.Оригинальный текст (англ.)Polandball is unique and it should remain so. It's clearly distinguished from rage comics and memes. Read the Official Polandball Tutorial. To keep the quality of the content high, all comics have to comply to it.
Учебное пособие на основе Reddit вместе с правилами комментирования и «стеной позора», усеянной примерами плохих или нарушающих правила комиксов, были созданы для «приукрашивания» комиксов. Строгое курирование контента Reddit обеспечивается путём направления почти всего контента Countryballs в один крупный сабреддит, за которым наблюдают преданные своему делу модераторы, чья практика контроля доступа была описана на Polandball Wiki как «строгая и авторитарная по мнению многих людей, действующих вне веб-сайта».
По состоянию на май 2015 года мем Polandball собрал около 250 000 подписчиков на Reddit, где пользователи и до сих пор продолжают добавлять комиксы, рисунки и прочий контент подобного рода.

### Общая статистика
По данным сервиса Google Trends, интерес к мему рос постепенно, особенно с начала 2013 года. На рубеже 2014—2015 годов он достиг своего пика, после чего начал более плавно снижаться, стабилизировавшись на отметке в приблизительно 50 % запросов от пикового значения. По данным на 21 апреля 2016 года, большинство запросов поступало из Польши, Финляндии, Швеции и Канады. Фэндом Polandball Wiki, по состоянию на ноябрь 2017 года, содержал 480 159 правок и 30 380 загруженных медиафайлов.
Жанр Countryballs оказался востребован в качестве материала не только для комиксов, но и для мультфильмов. На видеохостинге YouTube можно найти немало каналов, посвящённых Countryballs, большинство из них возникло с 2012 по 2017 год. На YouTube можно посмотреть, например, «History of Europe (1900—2021)» — краткую иллюстрированную историю Европы за последние 100 лет. Публикуются истории формирования отдельных стран, стереотипной культуры и прочий контент. Очень популярны анимационные фильмы, большинство из которых имеют от 20 000 до 2 000 000 просмотров, а некоторые каналы имеют более 480 тысяч подписчиков, например, No Idea Animation.

### Мультфильмы и их виды
Мультфильмы в стиле Countryballs в целом можно разделить на две основные группы:
- короткие юмористические сюжеты, в которых кантриболы выступают в качестве персонажей, наделённых определёнными чертами, символизирующими страну;
- исторические фильмы, в том числе в жанре альтернативной истории.

Жанр Countryballs пересекается с другим жанром рисованной анимации — маппингом (англ. mapping). Его изобразительный метод основан на меняющихся географических картах, отражающих изменения государственных границ как по всему миру (политическая карта), так и по Европе.
Этот приём с изображением карт с динамично меняющимися границами страны существовал ещё в первые десятилетия развития кинематографа и мультипликации. Появление жанра Countryballs дало этому направлению новые возможности: рисованные карты стали дополняться анимированными персонажами-кантриболами. В стиле маппинг, помимо каналов, расположенных в СНГ, работают и каналы, находящиеся в Нидерландах, США, Грузии, Канаде и многих других странах. Поклонники этого жанра развивают два основных направления: разыгрывание на картах с использованием кантриболов исторических событий и создание альтернативных версий истории, прогнозирование будущих политических изменений. Многочисленные мультфильмы, посвящённые данным темам, выполнены по единой схеме:
1. показана карта того или иного макрорегиона с обозначением государственных границ;
2. на территории каждого государства изображается кантрибол в цветах государственного флага и с характерными атрибутами;
3. кантриболы ведут переговоры, заключают союзы или сталкиваются друг с другом, захватывая чужие территории;
4. иногда появляются новые кантриболы с символикой революционных или сепаратистских движений. Такие фильмы можно рассматривать в качестве антиутопии или примера альтернативной истории.

### Отражение международных событий
Простота Countryballs в сочетании с признанием мировой истории и акцентом на текущих событиях делает мем подходящим для комментирования международных событий. Практически каждое глобальное событие представлено либо в виде комикса, либо в виде анимации. Среди событий, которые освещались Countryballs и были отмечены в СМИ, можно отметить: спор вокруг островов Сенкаку, конклав 2013 года, Революцию достоинства, вопросы, касающиеся филиппинских рабочих на Тайване, пандемия COVID-19 и прочее.
Если в 2013 году была популярна тема Польши, то в 2014 году на первый план вышли темы, связанные с аннексией Крыма Россией, обострившимися российско-украинскими отношениями и последовавшими за ними событиями. Авторы фан-артов и интернет-пользователи в основном активно выражали своё отношение к военным действиям, особенно враждебное отношение к странам, являющимся политическими противниками. Однако фэндомы, связанные с персонификацией стран, в целом достаточно успешно пересекли границу российского-украинского кризиса, не теряя своей фэндомной идентичности. Примером такой позиции является выдержка из правил одного из тематических сообществ ВКонтакте «Содружество Countryballs»:
В нашей группе мы придерживаемся одного из самых главных принципов жанра: “Countryballs – это юмористические комиксы, построенные на высмеивании тех или иных стереотипов, сложившихся в головах людей”. Всё, что преследует другие цели, не является Countryballs по определению.
Украинский исследователь Андрей Рудик считает интересным фактом то, что комиксы Countryballs, в которых российские интернет-пользователи высмеивали Украину, появились задолго до Евромайдана и протестов на Юго-Востоке Украины.
23 июня 2016 года большинство граждан Великобритании проголосовало за выход из Европейского союза. Событие такого масштаба, как Брексит, породило череду публикаций сатирических веб-комиксов Countryballs, связанных непосредственно с UKball.

### Русскоязычный сегмент
Тема мема Polandball была горячо встречена аудиторией Рунета и стала одной из самых популярных, так как актуализировалась с учётом исторически сложившейся остроты российско-польских отношений. Большинство русскоязычных комиксов создано на темы российско-украинских, российско-американских и российско-европейских отношений. Их главными героями являются Россия, Украина, Беларусь, Крым, Польша, Германия, США, Европейский союз и Великобритания соответственно.
Большая часть комиксов в Рунете о кантриболах была создана в период с 2013 по 2017 год. Комиксы можно обнаружить на таких сайтах, как JoyReactor, «Пикабу», YouTube, Mixpix.in, Youcomedy, в социальных сетях ВКонтакте, Facebook и различных блогах с любительскими группами. Перечисленные сайты в основном носят развлекательный характер и предназначены для подростковой аудитории. Одним из наиболее популярных во ВКонтакте и Telegram является сообщество «КБ», ранее публиковавшее комиксы с карикатурными кантриболами. Вероятно, именно это политическое начало и послужило толчком к смене формата сообщества, где постепенно стали публиковаться различные новости.
Русскоязычные каналы, согласно исследованию Института этнологии и антропологии РАН, придерживаются «классической» стилистики Polandball: простая рисовка, один шар соответствует одной стране, от неё расходятся другие каналы. На основе анализа этих и некоторых других данных был сделан вывод, что «классическое» направление Countryballs свойственно для стран Центральной и Восточной Европы, однако следование канону встречается и у пользователей из других стран мира.
Из самых популярных русскоязычных авторов КБ-анимации можно выделить: Art's Animations (Артём Саевец), Animator Snowman (Вячеслав Горбунов) и прочих. По состоянию на 2020 год, четыре из шести самых популярных YouTube-каналов являются русскоязычными, и как минимум два из них находятся в Беларуси.

### Countryhumans
Спустя время появился отдельный от Countryballs жанр — Countryhumans (рус. Кантрихуманс). Он возник с использованием хуманизации.

### Компьютерные игры
- Countryballs — The Polandball Game. Игра для мобильных устройств в жанре аркада. Выпущена 2 апреля 2015 года[110].
- Polandball: Can into Space. Выпущена в 2016 году на PC и 18 июня 2020 года для Nintendo Switch[111][112]. Цель игрока — помочь главному персонажу Польше (Polandball) пробраться сквозь атмосферу Земли, добраться до Луны и покорить последний рубеж, чтобы раз и навсегда доказать другим кантриболам, что они были неправы[113].
- Kugeln.io (от нем. kugeln — «шары»). Браузерная игра, в которой необходимо управлять кантриболом и убивать других игроков/захватывать флаги. Релиз игры состоялся в марте 2017 года[114].
- Bang-On Balls: Chronicles. Выпущена 3 марта 2021 года в раннем доступе в Steam на ПК[115]. Финальная версия игры вышла 5 октября 2023 года[116].
- Countryballs: Modern Ballfare. Выпущена в июне 2021 года в Steam на платформе Windows[117].
- CountryBalls Heroes. Ребут серии игр Heroes of Might and Magic[66]. Выпущена 16 ноября 2021 года[118].

## Комьюнити
По сравнению с другими меметическими форматами или жанрами мемы Countryballs обычно сопровождаются значительной степенью социальной сплочённости среди аудитории, которую они привлекают в сообществах, организованных вокруг них. Феномен Countryballs, в отличие от других интернет-мемов, развивался иным образом, поскольку у него есть сильное сообщество последователей на многих веб-сайтах, но он не всегда достаточно известен или понимается за пределами его сообществ.
Согласно анализу, проведённому в 2020 году Институтом этнологии и антропологии РАН, фэндомы Countryballs, Countryhumans, а также «Хеталии», имеют определённую половозрастную специфику. Поклонники Countryballs почти исключительно являются представителями мужского пола (мальчики и юноши). По данным, указанным в учётных записях, они родились в 1990-х и в 2000-х годах.
Юноши, интересующиеся Countryballs, — любители военной истории, компьютерных стратегических игр, научной фантастики (особенно в жанре альтернативной истории). Они проявляют интерес к политике, а создаваемые ими комиксы и видеоролики, как правило, носят повествовательный характер и претендуют на знание фактологии — исторической и политической основы описываемого.
Таким образом, молодые мужчины (юноши и мальчики) активно участвуют в фэндоме Countryballs, создавая комиксы и мультфильмы на исторические, политические и комедийные темы, исходя из своих интересов.

## Оценки и мнения

### Положительные и нейтральные
Феномен Polandball был предметом исследования во Вроцлавском университете. Доклад на эту тему был представлен на конференции «Тексты культуры участия» (пол. Teksty kultury uczestnictwa), организованной Центром цифровых гуманитарных наук Института литературных исследований Польской академии наук и Комитетом по литературным наукам Польской академии наук в 2013 году. С докладом «Polandball. Почему мемы смеются над польской историей?» (пол. Polandball. Dlaczego memy śmieją się z polskiej historii?) выступил Павел Левандовский, который заявил, что этот популярный в глобальной киберкультуре мем является потенциально интересной темой исследования для культурологов как форма интернет-творчества интерпретирующих микросообществ.
В 2013 году веб-сайт Mic дал следующую оценку жанру Polandball:

Polandball представляет собой нечто среднее между однопанельными политическими карикатурами и более широкой политической сатирой (которая обычно представляет собой что-то вроде The Onion или The Daily Show), где содержательные и наводящие на размышления комментарии удобно соседствуют с некоторыми самыми глупыми шутками, которые вы когда-либо слышали. Даже если это средство художественного самовыражения кажется немного оскорбительным, оно является отличным дополнением к политической дискуссии, поскольку оно даёт уникальный выход для некоторых абсолютно нелепых вещей, которые происходят в международной сфере.Оригинальный текст (англ.)Polandball presents a nice medium ground between single-panel political cartoons and longer-form political satire (which is usually something like The Onion or The Daily Show), where meaningful and thought-provoking commentary sits comfortably side-by-side with some of the stupidest jokes you've ever heard. Even when veering into being a little offensive, this medium of artistic expression is a great addition to the political discussion, as it allows a unique outlet for some of the absolutely ridiculous stuff that goes on in the international sphere.

В 2017 году гонконгский журнал IB Herard отметил, что с момента своего создания Polandball отличался тем, что освещал различные международные проблемы в беззаботных и даже юмористических тонах и что серьёзность таких событий по-прежнему совершенно очевидна. Он также отметил, что, помимо этого, у Polandball есть «удивительно образовательная сторона», назвав её «уроком мировой истории и политики с изредка неудачным каламбуром». IB Herard поясняет, что комикс фактически заставляет читателей читать про реальные исторические события, и всё это для того, чтобы понять шутку.
В 2018 году доцент кафедры философии и социально-политических дисциплин Казанского инновационного университета имени В. Г. Тимирясова Н. М. Гибадуллина назвала Countryballs «одним из последних новшеств визуальной коммуникации». Она отметила, что примитивность сюжета и образов на уровне лубка позволяет привлечь достаточно широкую аудиторию и воздействовать на её сознание. По её мнению, в жанре Countryballs имеется достаточный потенциал для манипуляций, учитывая, что поколение нулевых годов — это поколение так называемых «визуалов». К очевидным недостаткам русскоязычных комиксов Гибадуллина отнесла отсутствие политкорректности, обращение к основным инстинктам человеческой природы. Она считает, что комиксы Countryballs могут быть одним из инструментов политической социализации молодёжи и что, привлекая внимание к различным проблемам внутренней и внешней политики страны, комикс формирует критическое мировоззрение и гражданскую позицию молодых людей, даёт возможность направить их протестный и творческий потенциал в здоровое русло.
Польская исследовательница Анна Боркевич в своей публикации под названием «„Polandball“: интернет-мемы об исторической теории как пример визуализации истории» (пол. „Polandball”: memy internetowe o tematyce historycznej jako przykład wizualizacji historii) отразила, как через кантриболы можно представить важные для Европы и мира исторические события в Интернете. Она сослалась на одноимённого персонажа Polandball, с помощью которого представлена история Польши. По её мнению, онлайн-комиксы «модернизируют прошлое или смешивают его с элементами современной поп-культуры». При этом она подчеркнула, что адресант не поймёт даже «самые современные средства коммуникации», если у него нет базовых знаний истории.
В 2021 году исследовательница Дельфина Эртановска отметила, что «идея создания мультипликационных историй о кантриболах состоит в том, чтобы представить политические, исторические и социальные события в кривом зеркале», и что «саркастические комментарии — главная фишка этого международного проекта».

### Отрицательные
Существует мнение, что жанр возник из-за появления множества комиксов расистского и ксенофобского характера, имеющих большой запас обсценной лексики. В связи с этим администрация сайта Mixpix.in, публикуя комиксы на своих страницах, предупреждает, что этот популярный жанр народного творчества может быть оскорбительным для любой страны и способствовать разжиганию ксенофобии.
Многие пользователи в сообществе считают усилия, необходимые для рисования флагов с соблюдением правил, одной из самых сложных и трудоёмких частей создания контента Polandball.
В 2014 году на сайте проекта Culture.pl, финансируемого правительством Польши, был опубликован подробный анализ (case study) мема Polandball, включая предположительно ироничное руководство по рисованию его одноимённого персонажа. Обозреватель проекта Culture.pl Войцех Олексяк отметил, что из-за того, что кто-то может создать комикс Polandball, существование мема создало новые возможности для выражения людьми своих личных взглядов на расу, религию и историю. Далее он заявил, что комические сюжеты могут быть «грубыми, невежливыми, расистскими, оскорбительными или просто глупыми», отметив при этом, что политически некорректный характер комиксов добавляет привлекательности комиксам мема.
Отзываясь на тему европейского миграционного кризиса в 2015 году, чешский исследователь Ондржей Прохазка пишет, что «хронотопические репрезентации миграционного кризиса, циркулирующие в мемах Countryballs, могут быть приняты как игровая форма юмористического выражения (в соответствии с игровыми предпосылками, проистекающими из индексальных порядков жанра Countryballs), а не как серьёзная форма политического комментария и адвокации». В 2018 году в интервью голландскому журналу Digital Magazine обозреватель заявил, что Countryballs «продолжает информировать нас о преобладающих настроениях и взглядах „сетевой публики“ в режиме реального времени».
В своём исследовании 2020 года Прохазка отмечает, что дизайн мемов Countryballs приближается к выражению бахтинского «карнавального ощущения мира», характеризующегося знакомым и свободным взаимодействием между разными людьми. По мнению исследователя, жанр Countryballs предоставляет достаточные ресурсы для воплощения «идиотского» способа исполнения и выражения «карнавального ощущения мира».
Шведский исследователь Саймон Торффвит считает, что мем Polandball часто носит консервативный и антиисламистско-традиционалистский характер.

### Опросы
В репортаже радиостанции «Вести ФМ» был отмечен пост в Живом Журнале, в котором читателей попросили перечислить 5 образов, которые приходят на ум, когда они думают о Польше или поляках. Пять страниц комментариев, иллюстрирующих сложные и часто трудные исторические связи между Россией и Польшей, включали такие темы, как Лжедмитрий I, «Томек в стране кенгуру» польского писателя Альфреда Шклярского, телесериал «Четыре танкиста и собака», русофобия и как раз мем Polandball.
Согласно глубинному интервью, проводившемуся в период с май по июнь 2015 года в Москве (преимущественно), Санкт-Петербурге, Новочеркасске, Ногинске, основными комиксами, содержащими образ России, стали: Countryballs (91 %) и «Хеталия» (50 %), 76 % опрошенных посчитали эти комиксы забавными, 16 % — не впечатлили и 8 % — не понравились.

### Комментарии
1. ↑  Может ошибочным или шуточным образом указываться как «Countrybollz».
2. ↑  За исключением Непала, Казахстана, Чили, Сингапура и прочих (см. статью Каноны Countryballs).
3. ↑  Чешский исследователь Ондржей Прохазка (чеш. Ondřej Procházka) приводит следующее определение жанра[8]:

Countryballs — меметический формат, состоящий из простых, легко рисуемых комиксов, в которых представлены шарообразные объекты, окрашенные в цвета отдельных стран, наций или государств, с повествованием, которое заново изобретает и переосмысливает исторические, а также современные международные отношения и геополитические события в сатирической манере, основанной на национальных и социокультурных стереотипах.Оригинальный текст (англ.)Countryball is a memetic format consisting of simple, easy-to-draw comics featuring ball-shaped entities colored inflags of individual countries, nations, orstates with a narrative that reinvents and reinterprets historical as well as contemporary international relations and geopolitical events in a satirical mannerbased on national and sociocultural stereotypes.
4. ↑  Например выяснилось, что среди пользователей раздела /int/ на сайте Krautchan.net, откуда берёт своё начало Polandball, много русскоязычных участников, которые занимались развитием мема.